# Kröv
Kröv là một xã ở huyện Bernkastel-Wittlich, trong bang Rheinland-Pfalz, Xã Kröv có diện tích 14,75 km², dân số thời điểm ngày 31 tháng 12 năm 2006 là 2283 người.